# Ana de Schweidnitz
Ana de Schweidnitz (în cehă Anna Svídnická, în germană Anna von Schweidnitz; n. 1339, Świdnica, Voievodatul Silezia Inferioară, Polonia – d. 11 iulie 1362, Praga, Regatul Boemiei) aparținând familiei nobiliare a Piaștilor din Silezia, a fost prin naștere prințesă de Schweidnitz-Jawor. Prin căsătoria cu Carol al IV-lea ea a devenit regină a Boemiei, regină a germanilor și apoi împărăteasă a Sfântului Imperiu Roman. 

## Biografie

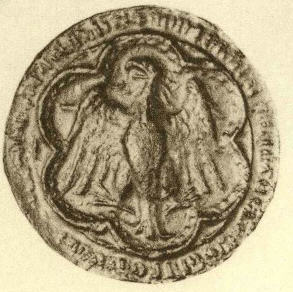
Sigiliul Anei ca regină și împărăteasă

Ana a fost fiica ducelui Henric al II-lea de Schweidnitz și a soției sale, prințesa Ecaterina a Ungariei (d. înainte de 29 septembrie 1355) din Casa Anjou. Tatăl Anei a murit pe când ea avea patru ani. Unchiul ei, Bolko al II-lea de Schweidnitz, care nu avea copii, a devenit tutorele ei, urmând ca Ana să moștenească posesiunile lui. Ea a trăit cu mama ei la curtea acestui unchi, la Ofen și la Visegrád unde a fost educată. La vârsta de unsprezece ani Ana a fost promisă ca viitoare soție lui Venceslau, în vârstă de unsprezece luni, fiul și moștenitorul tronului împăratului Carol al IV-lea. După ce Venceslau și mama sa, Ana de Bavaria, au murit în următorii doi ani, însuși Carol al IV-lea a cerut mâna Anei de Schweidnitz.
Negocierile privind această căsătorie au avut loc în 1353 la curtea vieneză. În afară de Carol, mirele în vârstă de treizeci și șapte de ani, și tutorele Anei, Bolko al II-lea de Schweidnitz, au fost prezenți: ducele Austriei, Albert al II-lea, regele Ungariei, Ludovic I, margraful Bavariei, Ludovic al VI-lea, ducele Saxoniei, Rudolf I, trimiși ai regelui polonez Cazimir și un trimis al Republicii Venețiene.
Căsătoria planificată se potrivea bine eforturilor lui Carol de a câștiga principatul Schweidnitz-Jawor ca feudă pentru coroana Boemiei. Unchiul Anei, Ludovic I al Ungariei, a promovat această legătură, el însuși viitor rege polonez, renunțând la pretențiile asupra Ducatului de Schweidnitz-Jawor în favoarea Casei de Luxemburg.
După ce arhiepiscopul de Praga, Ernest de Pardubice, a obținut de la papa Inocențiu al VI-lea, dispensa pentru încheierea căsătoriei necesară datorită relației de rudenie dintre viitorii soți, nunta a avut loc pe 27 mai 1353 la Ofen.
Pe 28 iulie 1353 arhiepiscopul Ernest de Pardubice a încoronat-o pe Ana regină a Boemiei la Praga, iar pe 9 februarie 1354 Ana a fost încoronată regină romano-germană la Aachen. La încoronarea lui Carol ca împărat al Sfântului Imperiu Roman pe 5 aprilie 1355 în Bazilica Sfântul Petru din Roma, a fost încoronată și Ana ca împărăteasă. Ea a fost prima regină a Boemiei care a fost unsă împărăteasă.
În 1358 Ana a născut o fată, Elisabeta, numită după Elisabeta de Boemia - ultima membră a dinastiei Přemyslid. În februarie 1361 Ana a devenit mama moștenitorului tronului, Venceslau, în orașul liber imperial Nürnberg. El a fost botezat pe 11 aprilie în biserica Sf. Sebald de arhiepiscopii de Praga, Köln și Mainz. Regina însă nu a trăit să vadă încoronarea fiului ei, Venceslau, la vârsta de doi ani. Ea a murit pe 11 iulie 1362 la vârsta de 23 de ani la nașterea unui alt copil. Ea a murit la Praga și a fost înmormântată în Catedrala Sf. Vitus.
Împăratul văduv în vârstă de patruzeci și șapte de ani, s-a căsătorit un an mai târziu cu Elisabeta de Pomerania. Ducatul de Schweidnitz-Jawor a devenit principat ereditar al coroanei Boemiei după ce Bolkos al II-lea de Schweidnitz a murit în 1368.

## Căsătorie și descendenți
Ana de Schweidnitz și împăratul Carol al IV-lea s-au căsătorit pe 27 mai 1353 la Buda (Ofen). Din această căstorie au rezultat doi copii:
- Elisabeta (n. 1358 – d. 1373) căsătorită cu Albert al III-lea, duce al Austriei;
- Venceslau (n. 1361 – d. 1419), viitorul rege romano-german, căsătorit cu Ioana de Bavaria.